# Ruine Ringgenberg (Bern)
Die Burgruine Ringgenberg ist das Wahrzeichen der Schweizer Gemeinde Ringgenberg im Kanton Bern.
Die Anlage war etwa ab 1240 bewohnt, ehe sie Plünderungen und einem anschliessenden Brand im Jahre 1380 zum Opfer fiel. Auf dem Areal steht heute die Kirche der Evangelisch-reformierten Kirchgemeinde Ringgenberg.

## Baugeschichte
Anlässlich seiner Ernennung zum Reichsvogt des Brienzerseegebietes errichtete der Freiherr Cuno von Brienz im 13. Jahrhundert eine Höhenburg auf einem Hügel bei dem Weiler Ringgenwil und nannte sie nach diesem Ringgenberg. Es ist aber historisch nicht gesichert, ob Cuno von Brienz einen Neubau vornahm oder ob es sich lediglich um einen Umbau mit Erweiterung einer bereits bestehenden Bausubstanz handelte.

### Bergfried und Palas
Diese erste Anlage bestand aus einem Bergfried, einem Palas sowie einem inneren und einem äusseren Burghof. Umgeben waren die Gebäude von hohen Umfassungsmauern. Das übrige Areal umschloss eine nur etwa drei Meter hohe Mauer. Die Nordmauer des inneren Burghofs sowie des Palas waren mit 2,5 Meter Dicke besonders stark ausgeführt und dienten wohl zum Schutz gegen Wurfgeschosse. Aufgrund der Ausmasse, der Mauerstärke und des dadurch bedingten kleinen Innenraums kann davon ausgegangen werden, dass der Bergfried gleichzeitig die Funktion einer Schildmauer erfüllte. Der Zugang zu ihm erfolgte vermutlich über die nördliche Hofmauer und von dieser über einer Holztreppe zum höher gelegenen Eingang.
Über spätere Umbauten und Erweiterungen der Burganlage gibt es keine Urkunden. Es ist jedoch anzunehmen, dass sie durch Mitglieder der ersten drei Familiengenerationen erfolgten, da es deren Nachkommen an finanziellen Mitteln zu Umbauten fehlte.
Eine erste Vergrösserung der Burg erfolgte mit einem beträchtlichen Ausbau des Palasgebäudes, so dass der einstige äussere Burghof verschwand. Dessen Nordmauer wurde zu diesem Zweck innen eine weitere, zwei Meter dicke Mauer vorgesetzt. Gleichzeitig wurden die übrigen, niedrigeren Mauern erhöht und mit Wehrgängen versehen, die vom ersten Stock des Palas zugänglich waren.

### Wohnturm
Bereits zu Zeiten Cuno von Brienz’ besass die Burg einen vermutlich einstöckigen Turm mit nahezu quadratischem Grundriss, der die Anlage nach Osten abschloss. Später wurde um ein zweites und dann ein drittes Geschoss aufgestockt. Jede Etage wurde von einem einzigen Raum eingenommen und war über Holztreppen mit den anderen Stockwerken verbunden.
Nachdem die Wehrmauern der Burg mit Laufgängen versehen worden waren, war der Hocheingang des Wohnturms im dritten Geschoss über den südlichen Wehrgang zu erreichen.
Im zweiten Geschoss lag der Rittersaal, der als einziger Raum Fenster besass. Die hoch gelegenen Fensternischen mit ihren Sitzgelegenheiten waren über hölzerne Treppen erreichbar. Da der Raum keinen Kamin hatte, scheint er nur selten und vornehmlich in den wärmeren Monaten benutzt worden zu sein.

### Kirche
1670/71 errichteten die Bewohner von Ringgenberg unter Leitung von Abraham Dünz auf dem Burgareal eine Kirche. Zu diesem Zweck wurden Teile der Ruine abgetragen und zum Bau des neuen Gebäudes verwendet. Von der Burganlage blieben nur der romanische Wohnturm, in dessen Erdgeschoss ein zweiter Zugang ausgebrochen wurde, und einige Mauerabschnitte erhalten.

### Restaurierungen
Nach einer ersten, aber nicht umfassenden Sanierung der Ruine im Jahr 1928 erfolgten 1946 bis 1949 weitere umfangreiche Erhaltungsmassnahmen. Eine Renovierung der Kirche schloss sich in den Jahren 1960/61 an.
Eine weitere Restaurierung der Burg begann im April 2006. Nach Beendigung der Restaurierungsarbeiten wurde die Ruine im Juni 2008 eingeweiht.
Ein Schräglift  vom Parkplatz zur Kirche wurde gebaut.

## Bewohner und Besitzer
Erster verbürgter Besitzer der Burg Ringgenberg war der Freiherr Cuno von Brienz. Seine Familie legte im Laufe der Zeit ihren alten Namen ab und nannte sich nur noch von Ringgenberg. Cunos Söhne, Philipp und Rudolf, verwalteten von 1240 bis 1291 die Herrschaft gemeinsam, ehe Philipps Sohn, der Spruchdichter Johann von Ringgenberg, bis 1350 deren Nachfolge antrat. Johann ist das bekannteste Mitglied der Familie und wurde als «Ritter, der Schwert und Leier gleich gut führt» bekannt. Seine Lieder wurden um 1300 in den Codex Manesse aufgenommen.
Mit Johanns Tod begann der allmähliche Ruin des Hauses. Philipp von Ringgenberg (1351–1374) musste 1351 den westlichen Teil der Herrschaft an das Kloster Interlaken verpfänden, um seine Schulden tilgen zu können. Sein Sohn Petermann, der 1374 Herr von Ringgenberg wurde, verfügte nicht über die finanziellen Mittel, um seine Burg, die 1380 von aufständischen Landleuten geplündert und zerstört worden war, wieder in Stand zu setzen. Verarmt und ohne männliche Nachkommen verstarb er 1390 in Bern.
Petermanns Erbtöchter Beatrix und Ursula verkauften die Burg Ringgenberg an das Kloster Interlaken. Als dessen Güter im Zuge der Reformation eingezogen wurden, fiel die Ruine an die Stadt Bern.
1670 baten die Dorfbewohner Ringgenbergs darum, «das alte Schloss als Kirche ausbauen zu dürfen». Nachdem dieser Bitte stattgegeben worden war, wurde das Burgareal zum Eigentum der Evangelisch-reformierten Kirchgemeinde Ringgenberg, die auch heute noch Eigentümerin ist.

## Aussichtsturm
52 Treppenstufen führen zur Aussichtsplattform in 12 Meter Höhe. Von dieser erblickt man den Brienzersee, Ringgenberg sowie die Berge Roteflue und Loucherhorn.

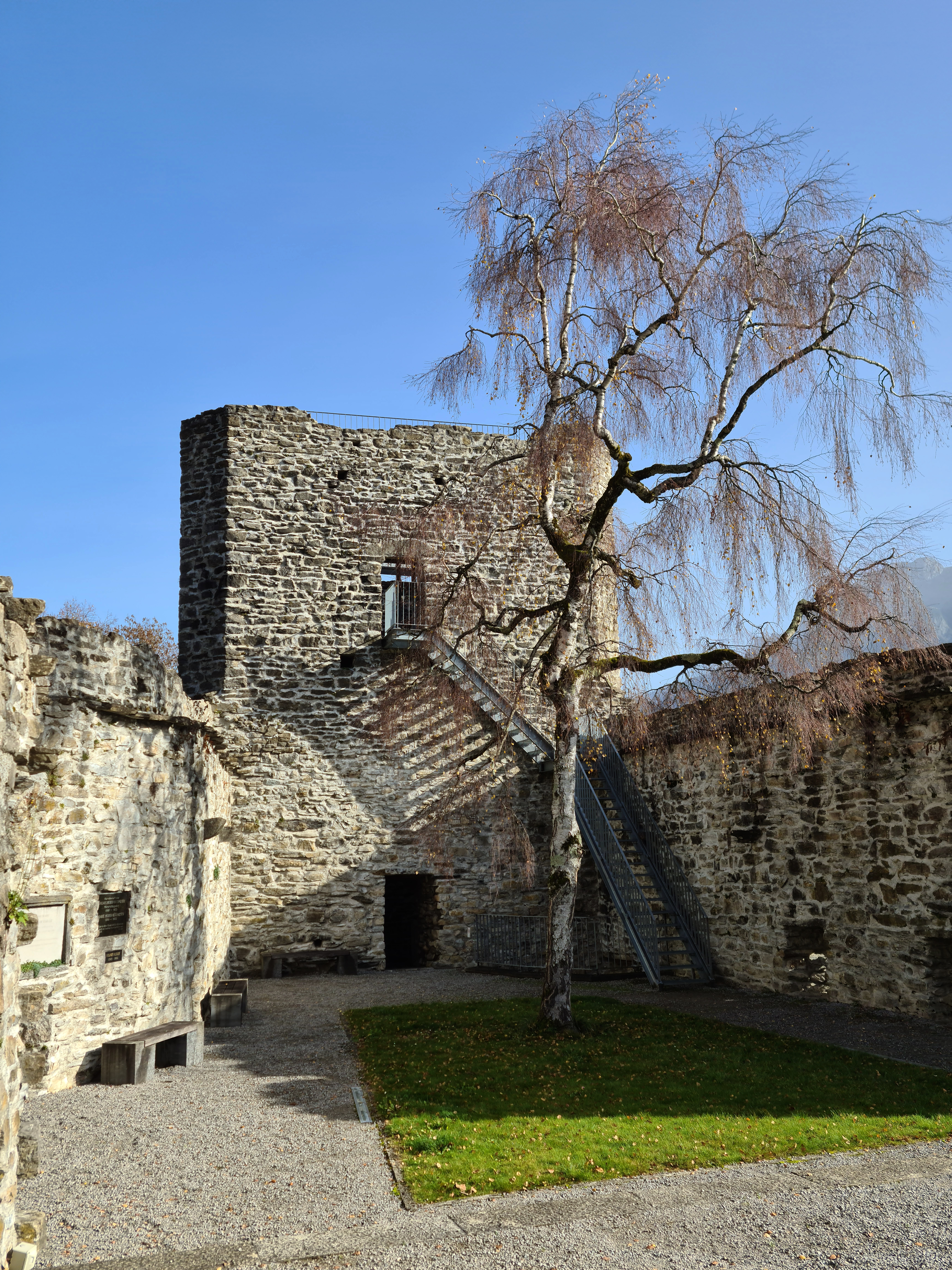
Ruine Ringgenberg
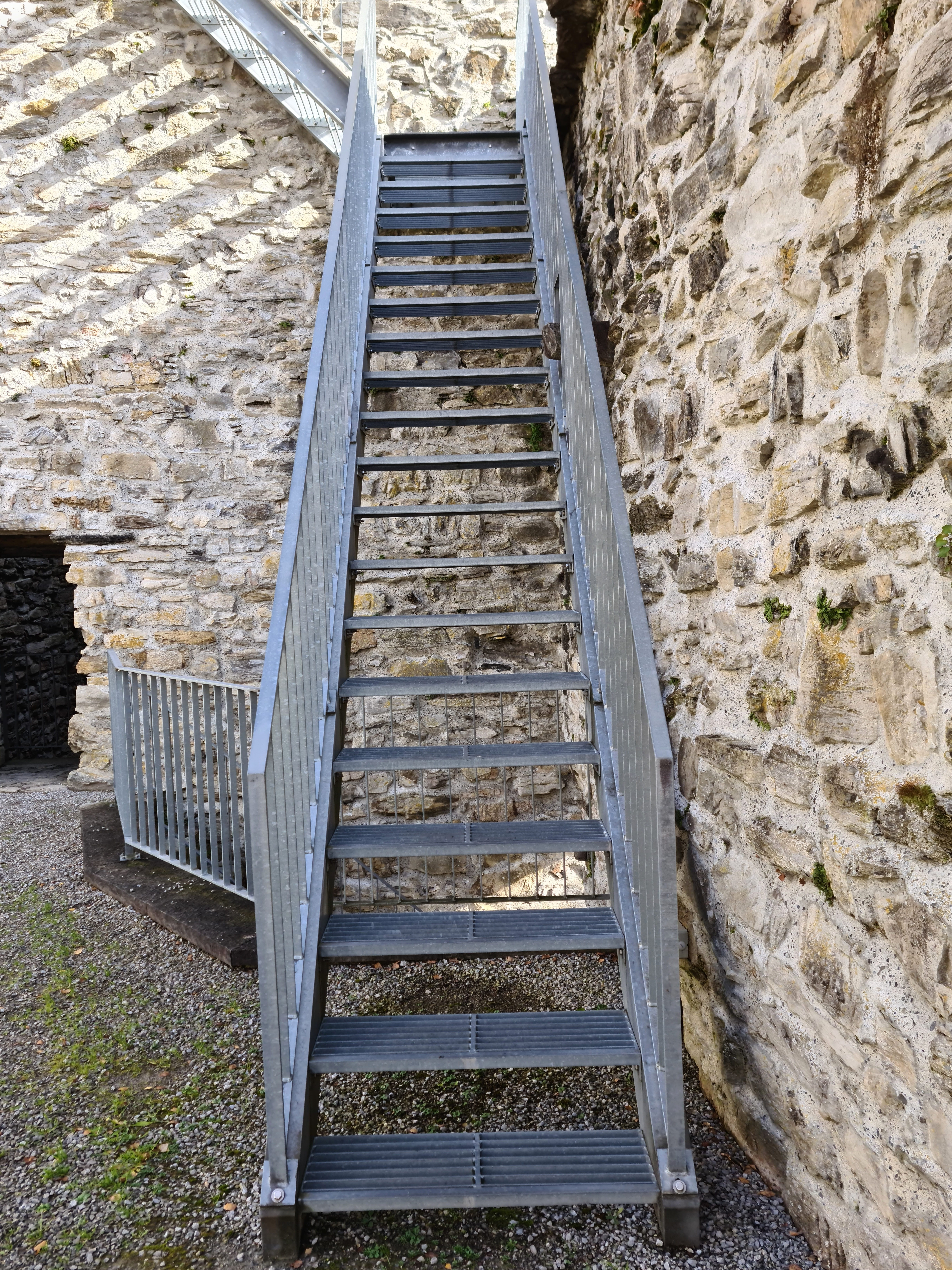
Äussere Treppe
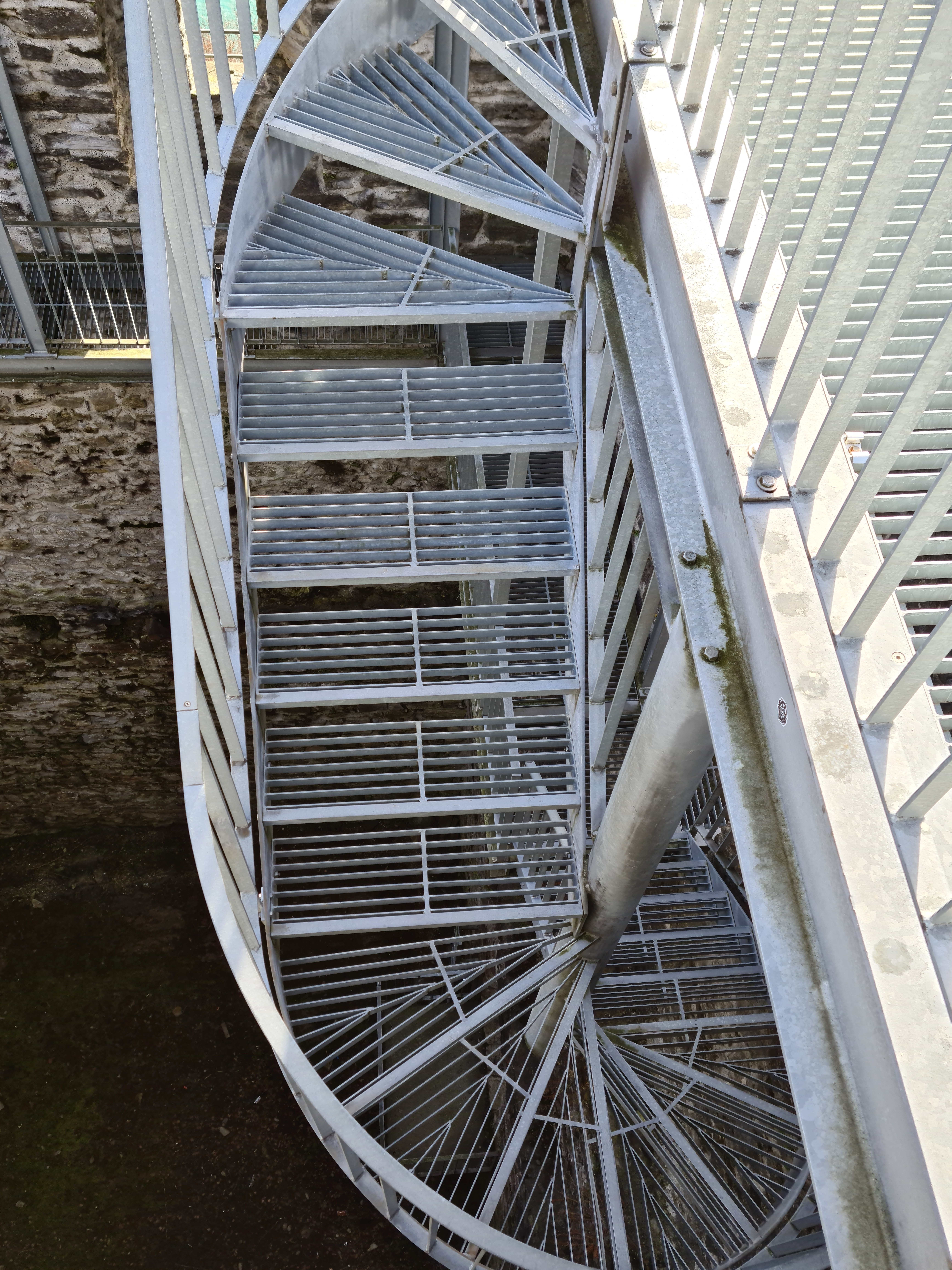
Innere Treppe
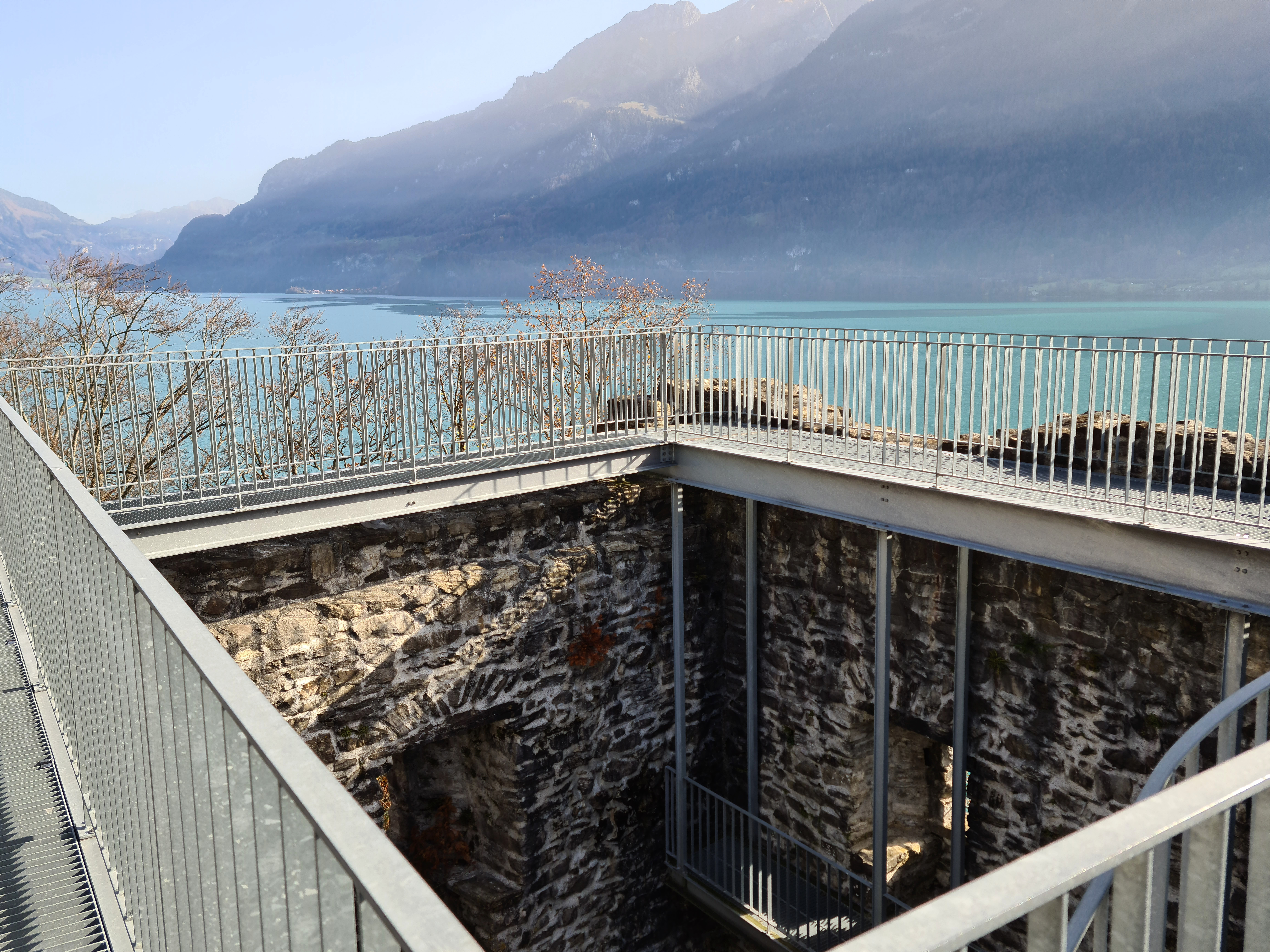
Aussichtsplattform
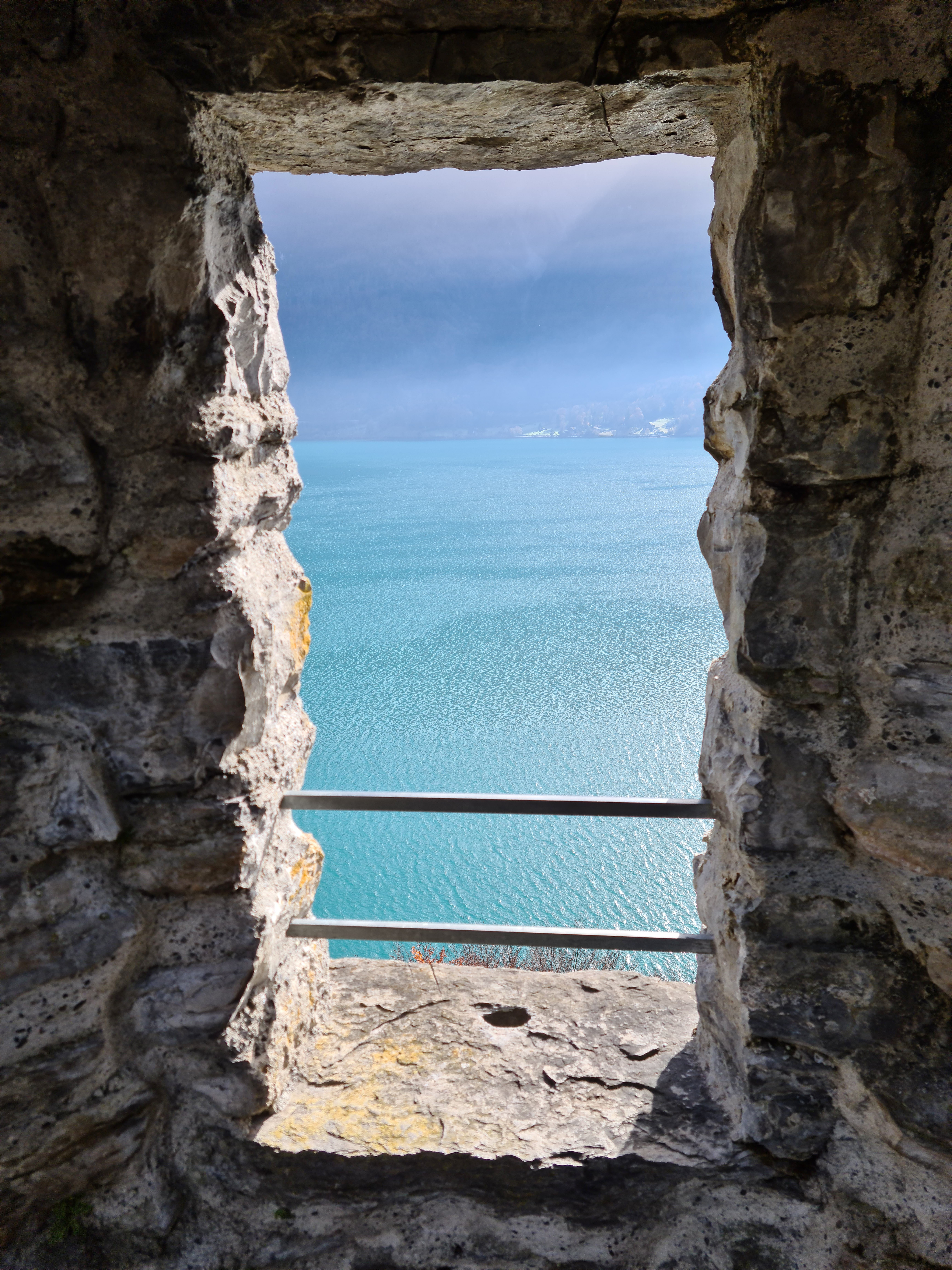
Ausblick auf den Brienzersee